# お笑いベストテン
『お笑いベストテン』（おわらいベストテン）は、1982年10月15日から同年12月24日までテレビ東京系列局で放送されていたテレビ東京製作の演芸番組である。
放送当時、テレビ東京系列局は同年3月に開局したばかりのテレビ大阪しかなくいかに大阪で視聴者をどう増やしてゆくのかが課題だった。そこで関西で活躍する芸人が多数出演し東京だけでなく大阪にも同時中継で放送したのがこの番組だった。
毎回1000人の番組モニターから選ばれた10組のお笑い芸人たちがとっておきのネタを披露していた。
番組は3ヶ月（1クール）で終了。後番組は『おもしろ演芸決定版』。関東で活躍する芸人が多数出演する番組に改めた。

## 出演者
司会者
- 明石家さんま （東京会場）
- 由美かおる （同）
- 板東英二 （大阪会場）
- 横山ノック （同）

主な出演者
- 島田紳助・松本竜介
- コント赤信号
- 桂文珍
- ザ・ぼんち
- オール阪神・巨人
- とんねるず
- 春風亭小朝
- ほか